# Institut méditerranéen d'études et de recherche en informatique et robotique
L'Institut Méditerranéen d'Etudes et de Recherche en Informatique et Robotique (IMERIR) est une école supérieure de développement qui forme aux métiers de la robotique, de l'informatique, de l'intelligence artificielle ou encore de la cybersécurité. Située à Perpignan, dans les Pyrénées-Orientales, IMERIR a été créée en 1981[réf. souhaitée].

## Historique
L'école est fondée en 1981 et accueille ses premiers étudiants. 
En 1995, les titres et diplômes dispensés par l'école sont homologués sous l'intitulé : "Ingénierie informatique, intelligence artificielle et robotique"
En 1999, les titres et diplômes dispensés par l'école sont homologués au niveau 1 de l'enseignement technologique.
En 2016, les formations sont enregistrées au RNCP.
En 2020, l'IMERIR incorpore une formation de prépa pour les bacheliers.
En 2022, l'école dispense une formation Bac+5 "Master réseaux, objets connectés et robotique de prototypage" décernée par le CNAM